# Azuurvliegenvanger
De azuurvliegenvanger (Eumyias thalassinus) is een zangvogel uit de familie Muscicapidae (vliegenvangers).

## Kenmerken
Het verenkleed van het mannetje is groenig blauw met donkerdere vleugels en staart. Het vrouwtje is doffer en grijzer. De lichaamslengte bedraagt 17 cm.

## Verspreiding en leefgebied
Deze soort komt voor van India tot Zuid-China en Borneo en telt 2 ondersoorten:
- E. t. thalassinus: van de Himalaya tot centraal en zuidelijk China, Indochina, noordelijk Thailand en centraal Myanmar.
- E. t. thalassoides: Malakka, Sumatra en Borneo.